# Pruská křížová výprava
Pruská křížová výprava bylo ve 13. století rozsáhlé vojenské tažení do Pobaltí s cílem dobýt, christianizovat a kolonizovat dosud pohanské Prusy, jehož se účastnil s podporou evropských států, panovníků a šlechty zejména Řád německých rytířů, vojenský rytířský řád založený během křížových výprav ve Svaté zemi. Němečtí rytíři byli tentokrát úspěšní, podařilo se jim dobýt celé Prusko a založit mocný státní útvar. Německé rytíře rovněž podpořil výpravou také český král Přemysl Otakar II., který později na pruském území založil nové město Königsberg (Královec, tj. dnešní Kaliningrad).

## Předchozí události

### Neúspěšné pokusy o pokřesťanštění Prusů
Pobaltští Prusové, etnikum příbuzné Litevcům a Lotyšům, obývali málo rozvinuté lesnaté a špatně přístupné bažinaté oblasti západního Pobaltí. Na rozdíl od velké části Evropy nadále v kmenových společenstvích a praktikovali původní „pohanské“ náboženství a pokusy o jejich poklidné pokřesťanštění za pomoci misií byly opakovaně neúspěšné. 

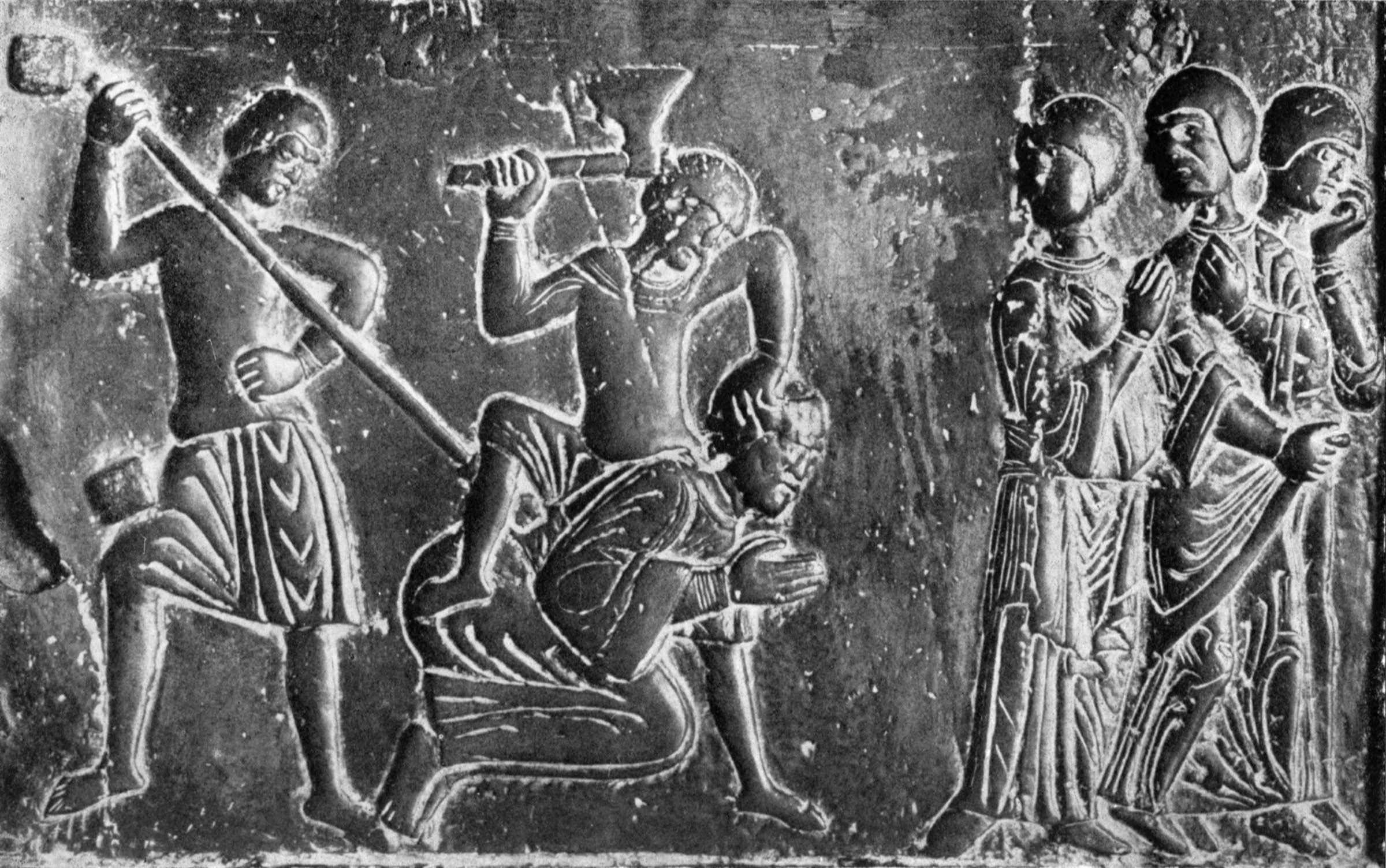
Prusové zabíjejí svatého Vojtěcha, výjev na dveřích baziliky v polském Hnězdně

Roku 997 jim padl dokonce za oběť tehdejší pražský biskup Vojtěch z rodu Slavníkovců, který se k nim vypravil hlásat evangelium a křtít pohany. Součástí takovéto činnosti bylo také mýcení pohanské modloslužby, nerespektování náboženských praktik a zvyklostí, a tak Vojtěch při své misii nechával vyvracet i uctívané posvátné duby. V posvátném háji Kunterna, do něhož byl lidem vstup zakázán, byl 23. dubna 997 Vojtěch při své bohoslužbě zadržen a posléze Prusy rituálně popraven. 

### Nájezdy Prusů a výzva k výpravě
Baltští Prusové byli nejen vyznavači starých pohanských kultů (podobně jako polabští Slované, kteří byli obdobně porobeni a asimilováni o něco dříve), ale také ze svého území mnohokrát pořádali vojenské nájezdy proti sousedním (křesťanským) zemím. Při těch největších nájezdech bylo vypleněno velké množství církevního majetku a mnoho církevních staveb zničeno.
V roce 1193 proto vyzval papež Celestýn III. církevní vojenské organizace, zejména Řád německých rytířů a Řád mečových bratří, k boji proti nevěřícím v Pobaltí, dosud odmítající přijmout křesťanství. Němečtí rytíři s výzvou otáleli, neboť byli ještě stále plně zaměstnáni bojem s muslimy ve Svaté zemi a s pohany v Sedmihradsku. Výzvu přijali teprve až poté, co byli pro své pokusy o vymanění se z vlivu panovníka vyhnáni z Uherska.

## Křížová výprava proti Prusům

### Příchod německých rytířů do Chelmiňska

Baltské kmeny na počátku 13. století

Na přelomu let 1225 a 1226 pozval kníže Konrád Mazovský německé rytíře do Polska a jako odměnou jim za ochranu prusko-mazovského pohraničí nabídl za državu chełmiňsko (oblast kolem města Chełmno), ale pouze při zachování knížecí svrchovanosti nad tímto územím. Řád se v této oblasti usadil a odtud jeho vojska pokračovala v taženích na území Prusů.

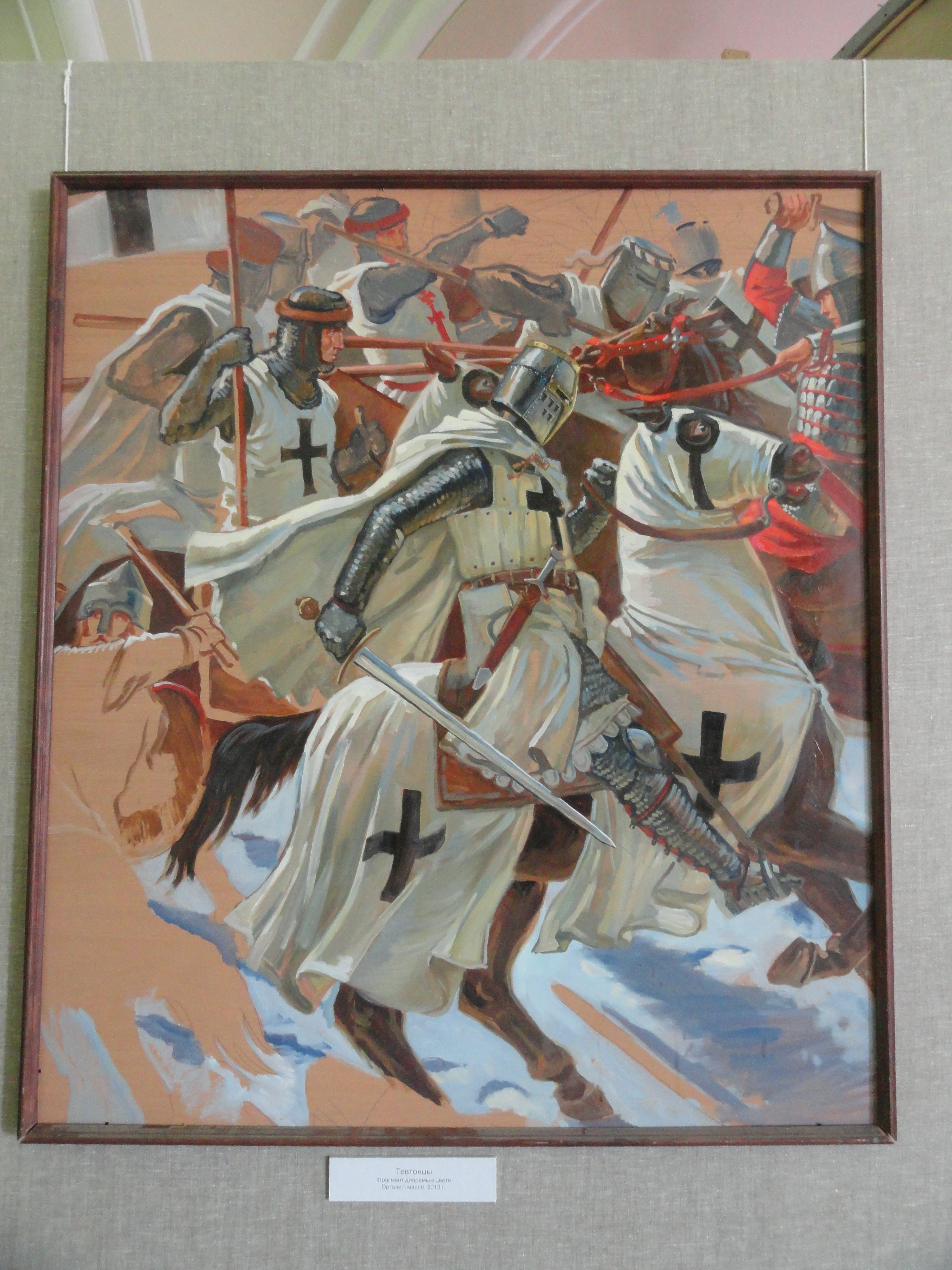
Řádoví rytíři v boji, obraz ve vojenkém muzeu v Petrohradu

Konrád byl rozhodnut získat pomoc od německých rytířů při obraně území, které se mu nedařilo ochránit před Prusy, ale řád se jako v případě Sedmihradska usídlil v dobytých zemích natrvalo a na něj začal zvát německé kolonisty. Své poslání hodlal dále plnit ve formě nabytí dalších územních zisků pro své potřeby, a to pokud možno vymaněním se ze světské svrchovanosti. Řád tedy zanedlouho začal významněji zasahovat do evropské politiky a byl pod církevní ochranou, podporován papeži, císaři a některými evropskými panovnickými dvory. Císař Fridrich II. ve tzv. Zlaté bule z Rimini z roku 1226 udělil německým rytířům právo si pro sebe uzurpovat východní země (mimo jiné udělil velmistrům řádu privilegium užívat zlatě zdobený kříž s erbem říšského orla uprostřed, který řád používá dosud). Roku 1234 na základě zfalšovaného rukopisu (tzv. krušvický falsifikát) papež Řehoř IX. přiznal řádu svrchovanost na územích knížete Konráda Mazovského.

### Tažení německých rytířů
Prvním cílem křižácké ofenzívy se stal kmen Pamedė (Pomesania). S pomocí oddílů polských knížat byli Prusové poraženi v bitvě na řece Sigurně roku 1234 a do roku 1236 bylo celé jejich území podrobeno řádovému panství. Roku 1235 přestoupila k německým rytířům většina členů Řádu dobřínských rytířů, menší rytířské organizace původně založené Konrádem Mazovským za účelem ochrany pohraničí. Tento řád pojmenovaný podle Dobřína, svého hlavního řádového sídla, však trpěl delší dobu pro nedostatek členů a svou úlohu nemohl plnit dostatečně. Roku 1237 se Řád německých rytířů spojil s Řádem mečových bratří, operujícím v Livonsku (území dnešního Lotyšska a Estonska). Pruské území tak padlo do kleští a řád dobýval jedno pruské území za druhým a tamní obyvatelstvo přivádělo na novou víru za pomoci útlaku a násilí. V roce 1240 němečtí rytíři dobyli Varmii a části kmenových území Notangů a Bartů. Roku 1242 postup řádu přerušilo první povstání pruských kmenů.

### Výprava českého krále Přemysla Otakara II.
V letech 1254–1255 se pruské křížové výpravy zúčastnil také český král Přemysl Otakar II. s úmyslem rozšířit své panství a vliv severovýchodním směrem. Jeho pokus o rozšíření křesťanství a přemyslovské moci v Pobaltí se nesetkal s výraznějšími úspěchy. Rozhodující bitva mezi pohanskými Prusy a vojsky Přemysla se odehrála v roce 1255 v bitvě u Rudavy. V ní Přemysl Otakar II. rozdrtil poslední zbytky odporu pruského kmene Sembů. Po tomto vítězství nechal založit město Královec (německy Königsberg, tj. dnešní Kaliningrad). Touto bitvou skončila první česká křížová výprava do Pobaltí.

### Povstání Prusů a další výboje řádu

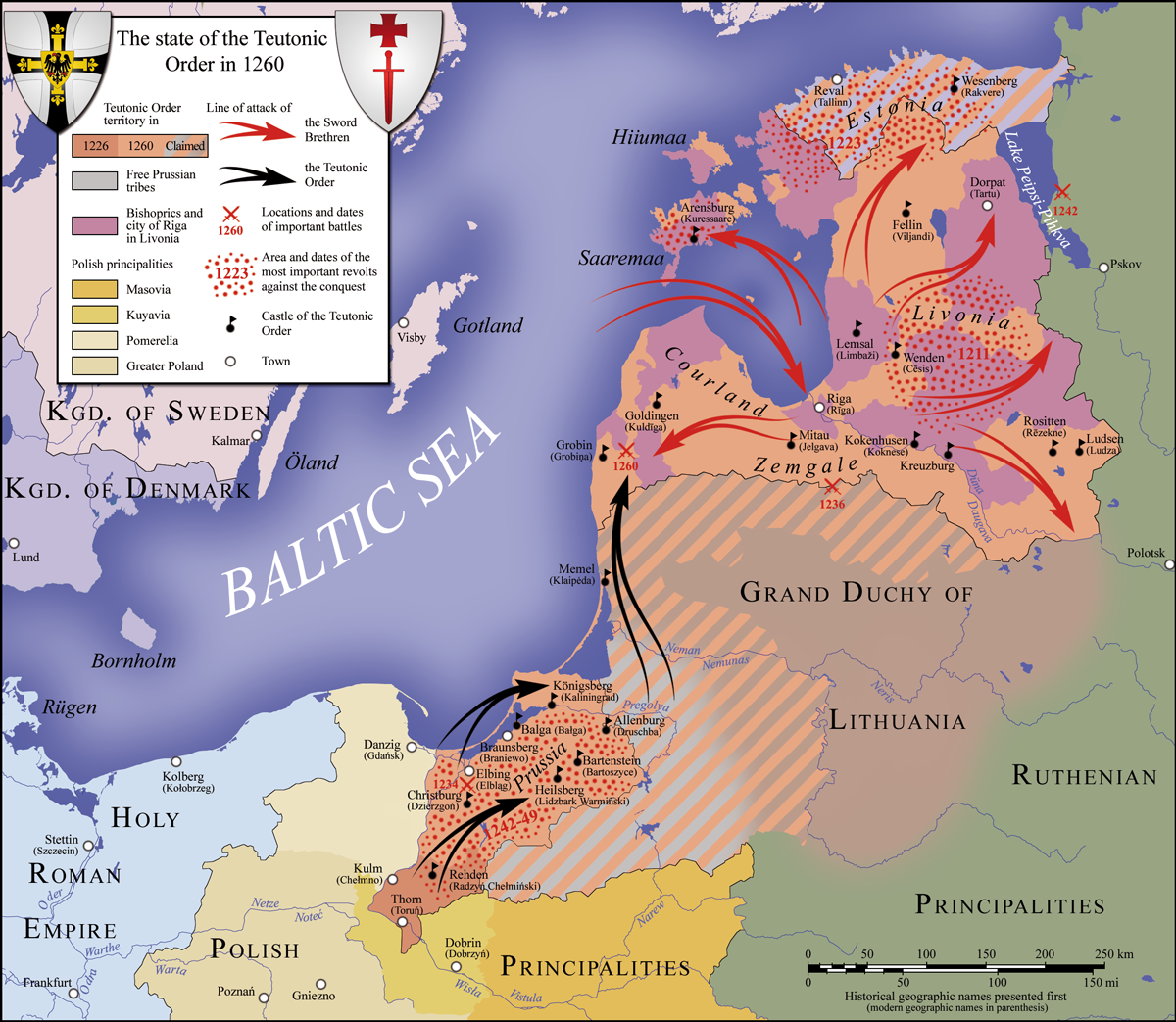
Tažení rytířských řádů kolem roku 1260

Nedůkladná narychlo provedená christianizace Prusů se nesetkala s okamžitým úspěchem. Pohanství Prusů nezaniklo hned, ale stmelilo se s křesťanstvím v synkretismus a poslední zbytky pohanské víry a pohanských praktik vymizely až v 16. století, kdy je potlačovali luteráni. 
Řád německých rytířů pokračoval i nadále ve svých výbojích proti pohanům a tentokrát svou pozornost plně upřel na nedaleké území Žmudi, obývané kmeny Žemaitů a nacházejícím se zhruba mezi oběma řádovými státy, německým a livonským. V bitvě u Durbeského jezera dne 13. července 1260 byli němečtí rytíři spolu se Švédy, Dány a livonskými rytíři Žemaity poraženi. Tímto skončila neporazitelnost řádových vojsk a v letech 1260–1274 probíhalo na území řádu již v pořadí druhé pruské povstání s přívlastkem velké. V jeho čele stanul pruský povstalec Herkus Monte, později v moderní době oceňován jako národní hrdina, vlastenec a bojovník proti nadvládě řádu. Původně jen s malou ozbrojenou skupinou se mu podařilo vyvolat povstání, které se rozšířilo na celé území řádu. Povstání výrazně podporoval také pomořanský vévoda Swantopolk II., neboť řád mimo jiné zasahoval i do dynastických sporů o trůn v sousedním Pomořansku a to ve prospěch Swantopolkových bratrů. 

### Zánik pruského etnika
Řádu se nakonec podařilo povstání potlačit a Prusové byli zčásti vyhubeni, zbylí pozvolna asimilováni a poněmčeni (germanizováni). Prusko spravované řádem bylo postupně přeměněno v německé území, když bylo domorodé baltské etnikum Prusů vytlačeno a postupně nahrazeno novým německým obyvatelstvem (kolonisty) hovořícím němčinou. Od 14. století se dochovaly i nemnohé písemné památky pruského jazyka, jehož nejrozsáhlejším svědectvím je překlad Lutherova katechismu do pruštiny, vydaný roku 1561 v Královci. Pruština definitivně vymizela na sklonku 17. století.